# Ciudad del Plata
Ciudad del Plata es una ciudad uruguaya del departamento de San José, formando parte del municipio homónimo.

## Ubicación
La ciudad se ubica al sureste del departamento de San José, sobre las costas del Río de la Plata y el Río Santa Lucía y junto al trazado de la Ruta Nacional Nro. 1. La ciudad forma parte del Área Metropolitana de Montevideo, a unos 22 km del centro de la capital del país.
Su área urbana está delimitada por el Río de la Plata al sur, el río Santa Lucía al norte y al este, y al oeste por el kilómetro 39 de la Ruta 1.

## Historia
La zona que hoy recibe el nombre Ciudad del Plata era antes popularmente conocida como Rincón de la Bolsa. Era un conjunto de fraccionamientos independientes que, con la expansión de la mancha urbana de la ciudad de Montevideo hacia el oeste, en el eje de la Ruta Nro. 1, se unieron conformando un único centro poblado. Cuenta con una gran concentración de industrias.
Con la aprobación de la Ley Nº18.052, el 25 de octubre de 2006, el conjunto de fraccionamientos fue declarado ciudad y denominado Ciudad del Plata. De esta manera, dichos fraccionamientos se convirtieron en barrios de la ciudad.

## Barrios
Los barrios de la ciudad, que antes conformaban aquel conjunto de fraccionamientos, son: Delta del Tigre, Sofima, Villa Rives, San Fernando, Parque Postel, Autódromo Nacional, San Fernando Chico, Parque del Plata, Monte Grande, Safici, Las Violetas, Penino, Santa Mónica, Santa María, Santa Victoria, San Luis, Playa Pascual y Villa Olímpica.

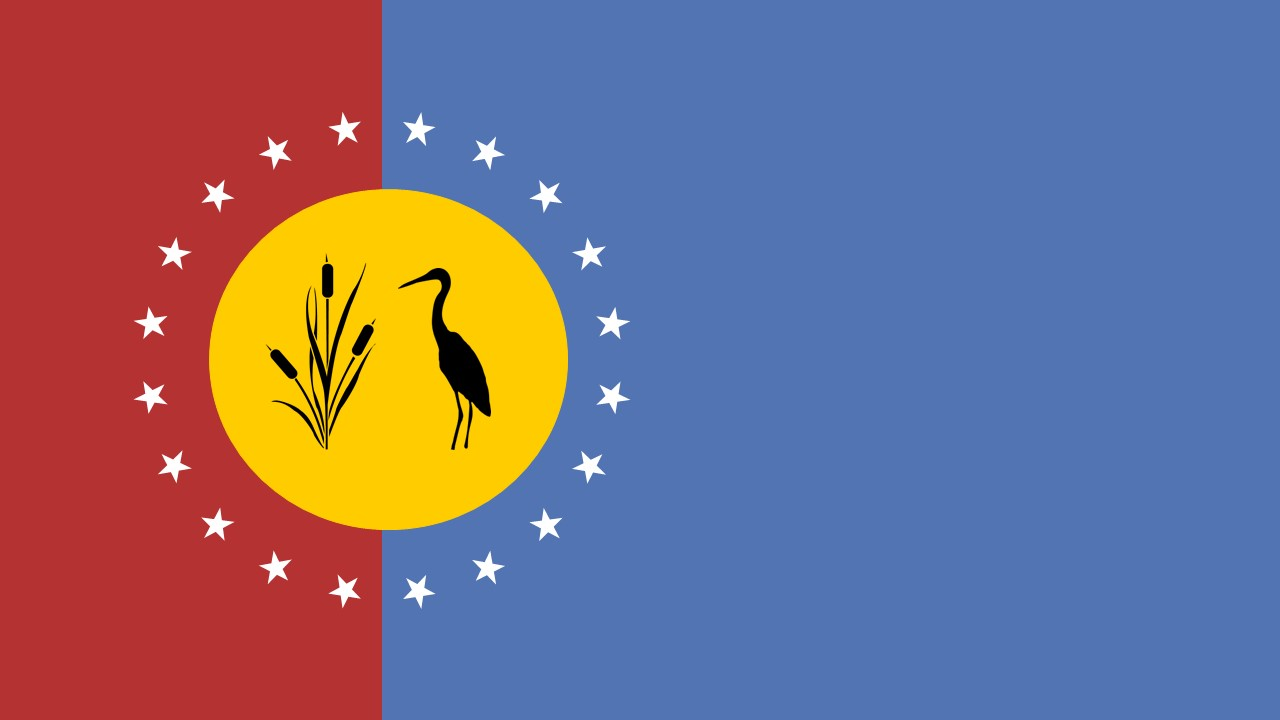
Bandera oficial de Ciudad del Plata creada por Matías Pedreira y elegida el 19 de julio de 2022 por concurso convocado por el Municipio de Ciudad del Plata.

En el año 2010, bajo la Ley de Descentralización, se creó el Municipio de Ciudad del Plata. El mismo contiene un área urbana y una zona rural cercana que incluye las colonias Galland y Wilson. Los límites específicos son el km 39 al oeste sobre la Ruta Nacional Nro 1, el Río de la Plata hacia el Sur y al noreste el Río Santa Lucía.

## Población
Según el censo del año 2023 la ciudad cuenta con una población de 38 249 habitantes.
| 3 854         | 11 124 | 13 512 | 20 712 | 26 582 | 31 146 | 38 249 |
| (Fuente: INE) |        |        |        |        |        |        |

## Gobierno
El Municipio de Ciudad del Plata es el órgano de gobierno local, bajo la jurisdicción de la Intendencia de San José; para el periodo 2020-2025 resultó electa como alcaldesa Marianita Fonseca del Partido Nacional, junto a los concejales Samuel Silvera y Denis Hornos (PN) y Richard Mariani y Martín Maldonado del Frente Amplio. 
| Nº | Alcalde                  | Partido          | Suplente         | Inicio del mandato      | Fin del mandato         | Observaciones      | Concejales                                                                                 |
| -- | ------------------------ | ---------------- | ---------------- | ----------------------- | ----------------------- | ------------------ | ------------------------------------------------------------------------------------------ |
| 1  | Jesús Cenández           | Frente Amplio    | José Vega        | 9 de julio de 2010      | julio de 2015           | Alcalde electo     | Héctor Figueroa (FA), Walter Martínez (FA), Milton Pastorini (PN) y Elizabeth Cabrera (PN) |
| 2  | Walter Martínez          | Frente Amplio    | Laura Colombo    | julio de 2015           | 26 de abril de 2017     | Alcalde electo     | Eduardo Fleita (FA), Nelson Hernández (FA), Milton Pastorini (PN) y José Campot (PN)       |
| 3  | Laura Colombo            | Frente Amplio    | Martín Maldonado | 26 de abril de 2017     | 25 de noviembre de 2020 | Alcaldesa interina | Nelsón Mansilla (FA), Nelson Hernández (FA), Milton Pastorini (PN) y José Campot (PN)      |
| 4  | Marianita Fonseca Medina | Partido Nacional | Milton Pastorini | 26 de noviembre de 2020 | presente                | Alcaldesa electa   | Denis Hornos (PN), Samuel Silvera (PN), Richard Mariani (FA) y Martín Maldonado (FA)       |

## Reserva Natural Playa Penino
Bajo las jurisdicciones de Ciudad del Plata se encuentra la reserva natural Playa Penino. A la altura del km 29.500, sobre la Ruta Nacional Nro. 1 se encuentra la entrada hacia la costa. Es una playa prácticamente desierta, compuesta por muchos bañados, juncos y chircas. Se la considera una reserva debido a la gran diversidad de especies de aves migratorias y otro tipo de fauna y flora que se encuentra allí (por ejemplo árboles nativos). El Río Santa Lucía deposita una gran cantidad de sedimentos portadores de una muy rica materia orgánica, esto permite la aparición de pequeños moluscos y otras especies. Se han contado unas 244 especies de aves, representantes del 50 % del total de especies existentes en el país. Los principales animales que habitan la zona son carpinchos, apereás, cangrejos, tucu tucus, entre otras.

## Oriundos de Ciudad del Plata
- Esteban Batista, baloncestista
- Christian Oliva, futbolista
- R Flakkkk, Rapero